# Phan Văn Khải
Phan Văn Khải (Saigon, 25 dicembre 1933 – Ho Chi Minh, 17 marzo 2018) è stato un politico vietnamita, è stato primo ministro della Repubblica Socialista del Vietnam dal 24 settembre 1997 al 27 giugno 2006.

## Biografia
khai è nato nel comune di Tan Thong Hoi nel distretto di Củ Chi vicino a Saigon, ha aderito alla rivoluzione nel 1947 e si e mosso verso Hanoi nel 1954.
È stato eletto Primo ministro il 24 settembre 1997, ed è stato rieletto nell'agosto del 2002 e nel 2005.
È stato il primo capo di governo del Vietnam a visitare gli Stati Uniti e ad incontrarsi con il suo presidente George W.Bush.
Il 24 giugno 2006 ha annunciato le sue dimissioni, insieme al presidente della repubblica Trần Đức Lương.